# Adolf Guyer-Zeller

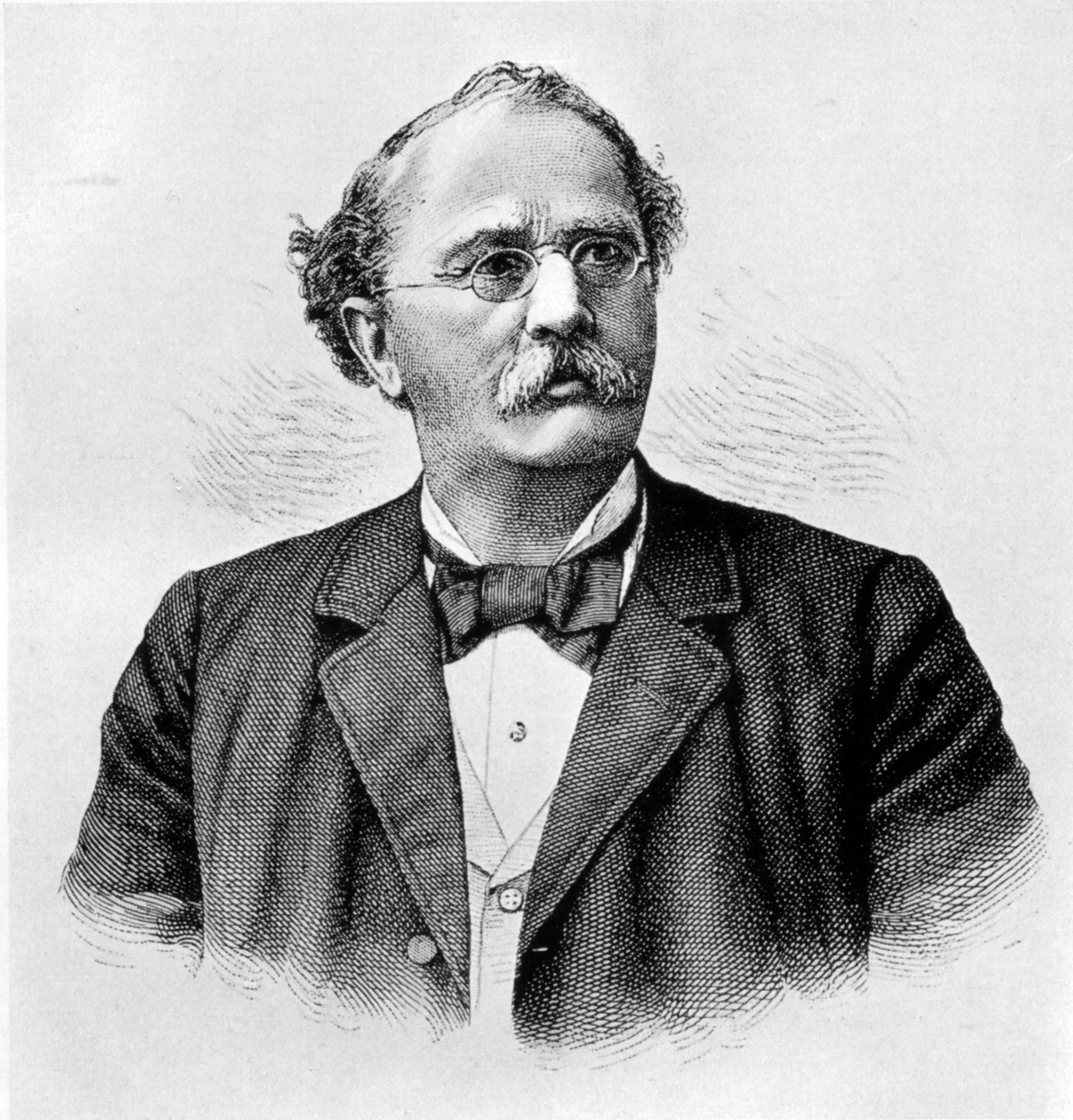
Porträt von Adolf Guyer-Zeller

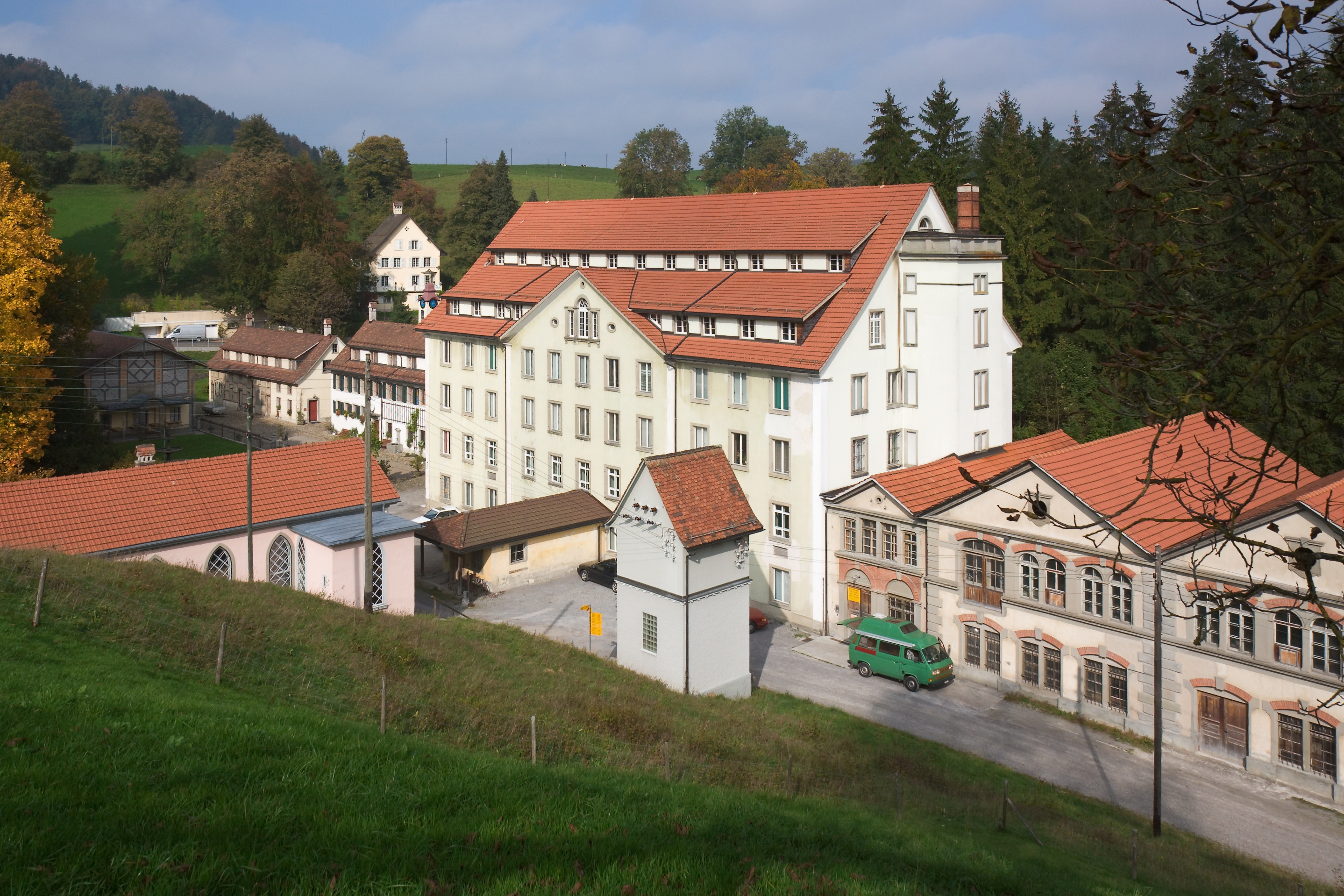
Ehemalige Spinnerei in Neuthal

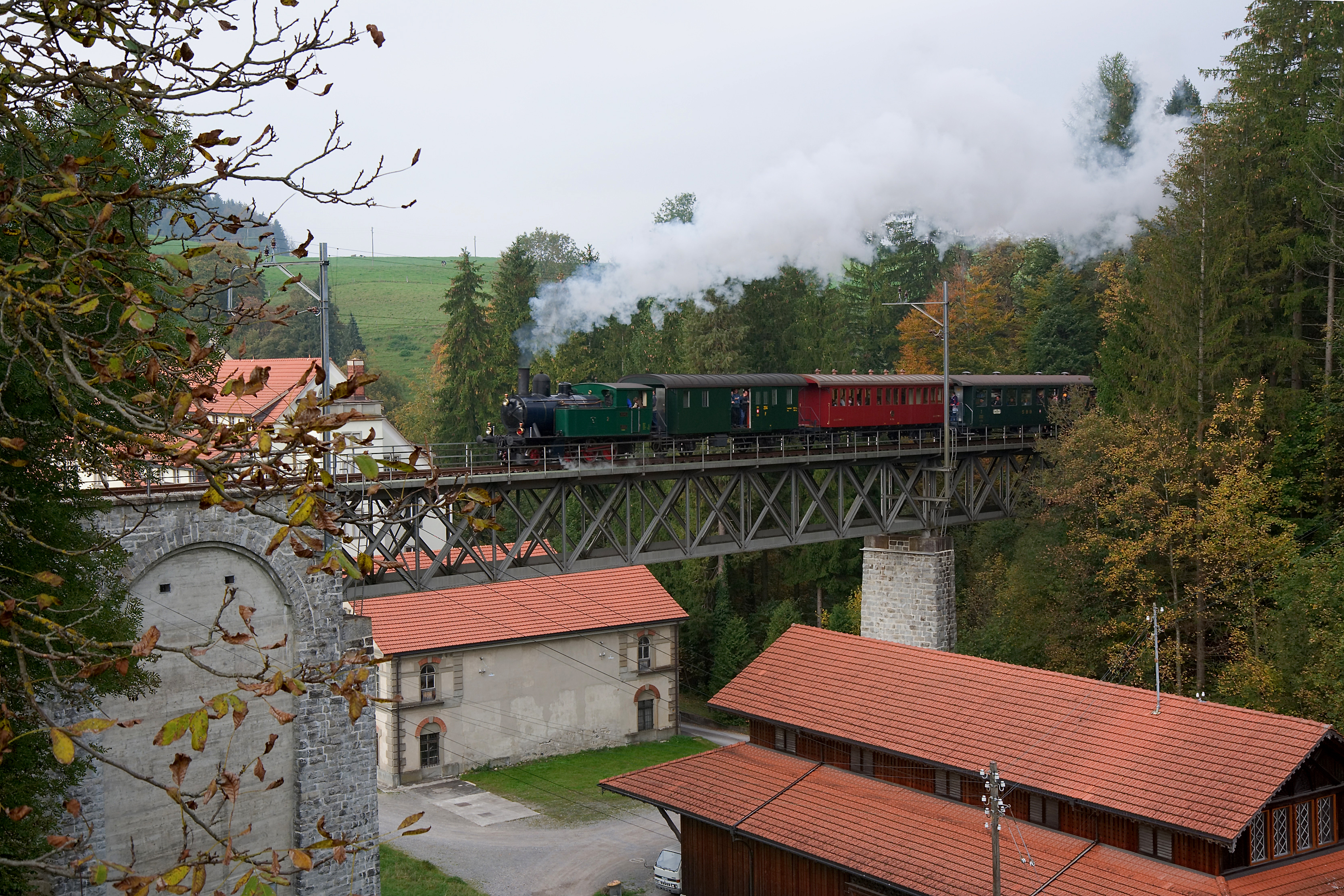
Die Dampfbahn Bauma-Bäretswil-Hinwil des Dampfbahnvereines Zürcher Oberland führt direkt am ehemaligen Fabrikgebäude vorbei.

Adolf Guyer-Zeller (* 1. Mai 1839 in Neuthal, Bäretswil; † 3. April 1899 in Zürich) war ein Schweizer Unternehmer.

## Biografie
Von 1857 bis 1858 studierte Guyer-Zeller in Genf Nationalökonomie und Geologie. In dieser Zeit wurde er Mitglied im Schweizerischen Zofingerverein. Als junger Mann reiste er nach Frankreich und England, wo er sich in verschiedenen Maschinen- und Textilfabriken weiterbildete, nach Kuba und in die USA. In seinen Reisetagebüchern verteidigte er die dort geübte Sklaverei, die ihm zufolge den «göttlichen Gesetzen» und der «zum Dienen geborenen» Natur der Afrikaner entsprach. Bereits 6 Monate danach änderte er angesichts des amerikanischen Bürgerkrieges seine Meinung und trat für die Sklavenbefreiung ein.
Mit 24 Jahren kehrte Guyer-Zeller wieder in die Schweiz zurück und trat 1863 in die Baumwollspinnerei Neuthal seines Vaters Johann Rudolf Guyer (1803–1876) ein. 1866 wurde er deren Teilhaber und 1874 ihr Alleininhaber. Nach seiner Heirat mit der Zürcher Industriellentochter Anna Wilhelmina Zeller gründete er 1869 in Zürich eine Import-Export-Firma und handelte mit Textilien.
Später wandte er sich dem damals in der Schweiz stark aufkommenden Eisenbahnbau zu. Er wurde unter anderem Präsident der Schweizerischen Nordostbahn (NOB). Guyer-Zeller war auch der Begründer der Jungfraubahn (JB), zu deren Finanzierung er 1894 die Guyer-Zeller-Bank (2009 aufgelöst und in der HSBC aufgegangen) gründete, und der Uerikon-Bauma-Bahn (UeBB). Die Bahnstrecke der über den Ofenpass führenden Ofenbergbahn konnte er nicht mehr in die Tat umsetzen. Nach seinem Tod versandete das Projekt, das unter dem Namen «Engadin-Orientbahn» die Passagiere von Chur bis nach Triest hätte befördern sollen.
In den Tälern und Wäldern rund um Bauma liess Guyer-Zeller ab 1890 verschiedene Wege anlegen, die noch heute als «Guyer-Zeller-Wege» unterhalten und als Wanderwege genutzt werden. Bis in die Gegenwart wird kolportiert, Guyer habe die Wege für seine Arbeiterinnen und Arbeiter bauen lassen, und sie wurden als frühe Wohlfahrtseinrichtung zu Beginn der Industrialisierung gedeutet. Es ist jedoch schwer vorstellbar, wie Fabrikarbeiter mit sechs 13-Stunden-Arbeitstagen pro Woche, wie sie im Neuthal üblich waren, noch Zeit und Interesse fürs Wandern hätten aufbringen können. Sie waren neben der Fabrikarbeit ja noch mit Kleinbauern-Tätigkeiten für die Selbstversorgung beschäftigt.

Die von Guyer-Zellers Bau- und Unterhaltsequipen angelegten und instand gehaltenen Wanderwege in romantische Tobel, zu imposanten Gubeln (Felswänden, Nagelfluhpfeilern, Felsköpfen) und rauschenden Giessen waren für seine Freunde und Gäste seines Standes bestimmt. Das zeigt auch die aufwändige Art, in der die breiten Wege befestigt und mit Geländern, Treppen und Brücken versehen sind.

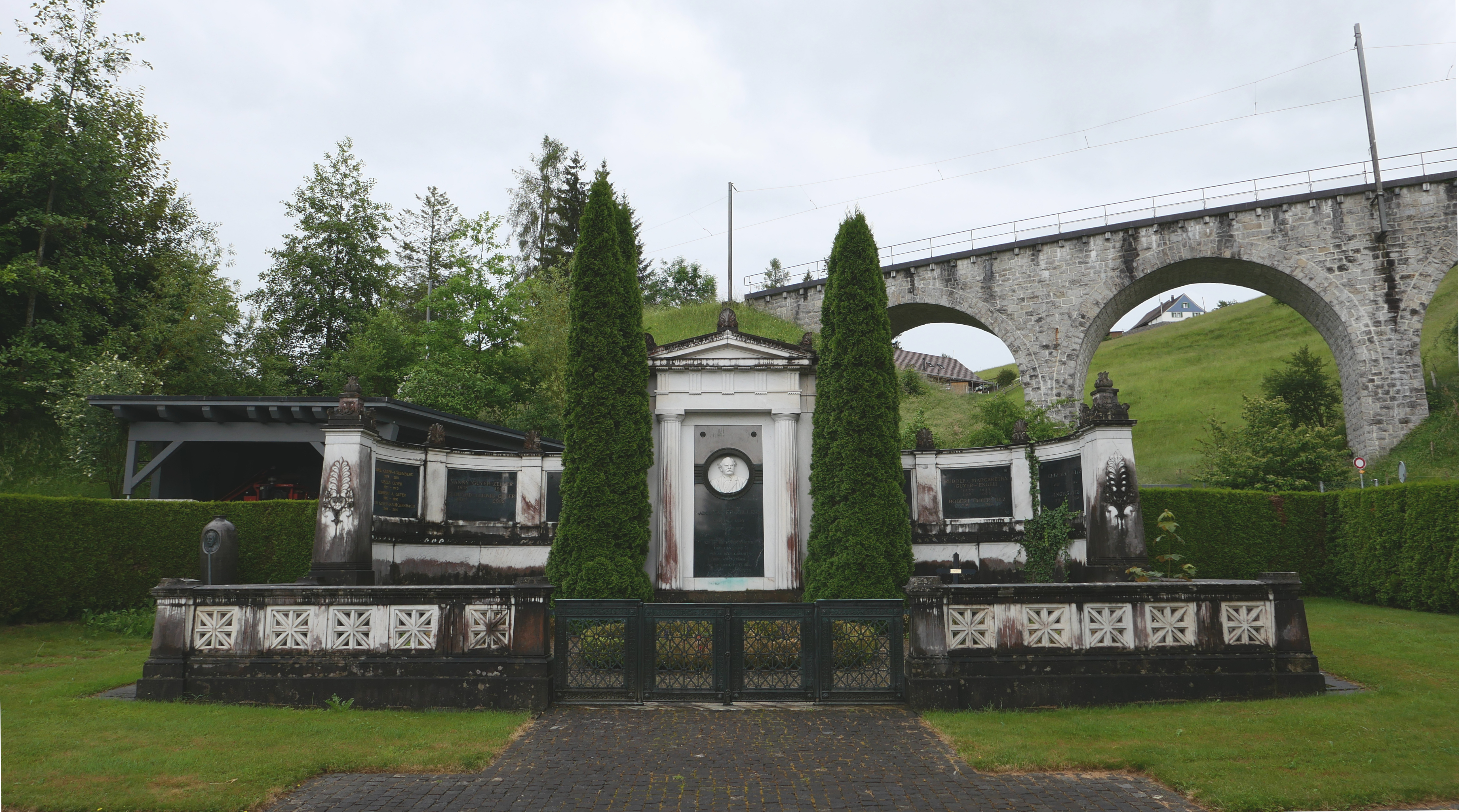
Guyer-Zellers Familiengrab mit der Eisenbahnbrücke im Hintergrund

Politisch stand Guyer-Zeller auf der Seite der Liberalen, für die er zwischen 1869 und 1872 sowie 1875 und 1889 im Zürcher Kantonsrat sass. Von 1888 bis zu seinem Tod amtierte er zudem als griechischer Generalkonsul in Zürich. Sein Wohnsitz in Zürich war das Haus «Greifenberg». Sein Projekt, auf den von ihm erworbenen Bürgliterrassen in Zürich-Enge eine Villa mit Seesicht und Alpenpanorama zu bauen, scheiterte an der Einsprache des Zürcher „Geldadels“. Er erwirkte die Enteignung Guyers von der erhöhten Parzelle mit dem Zuspruch allgemeinen Interesses zum Bau der reformierten Kirche Enge auf dem Grundstück. Nach verlorenem Prozess vor Bundesgericht und dem abgewiesenen Rekurs gegen diese Massnahme trat Guyer aus dem Kantonsrat zurück. Seine Grabstätte befindet sich auf dem Friedhof Bauma.

## Erinnerung
Beim Bahnhof Wetzikon wurde ein Abschnitt der Hofstrasse in Guyer-Zeller-Strasse umbenannt.
Die Schützengesellschaft Bäretswil führt alle zwei Jahre mit dem Guyer-Zeller-Schiessen ein Schützenfest zum Gedenken an Adolf Guyer-Zeller durch.